# 선사 의학

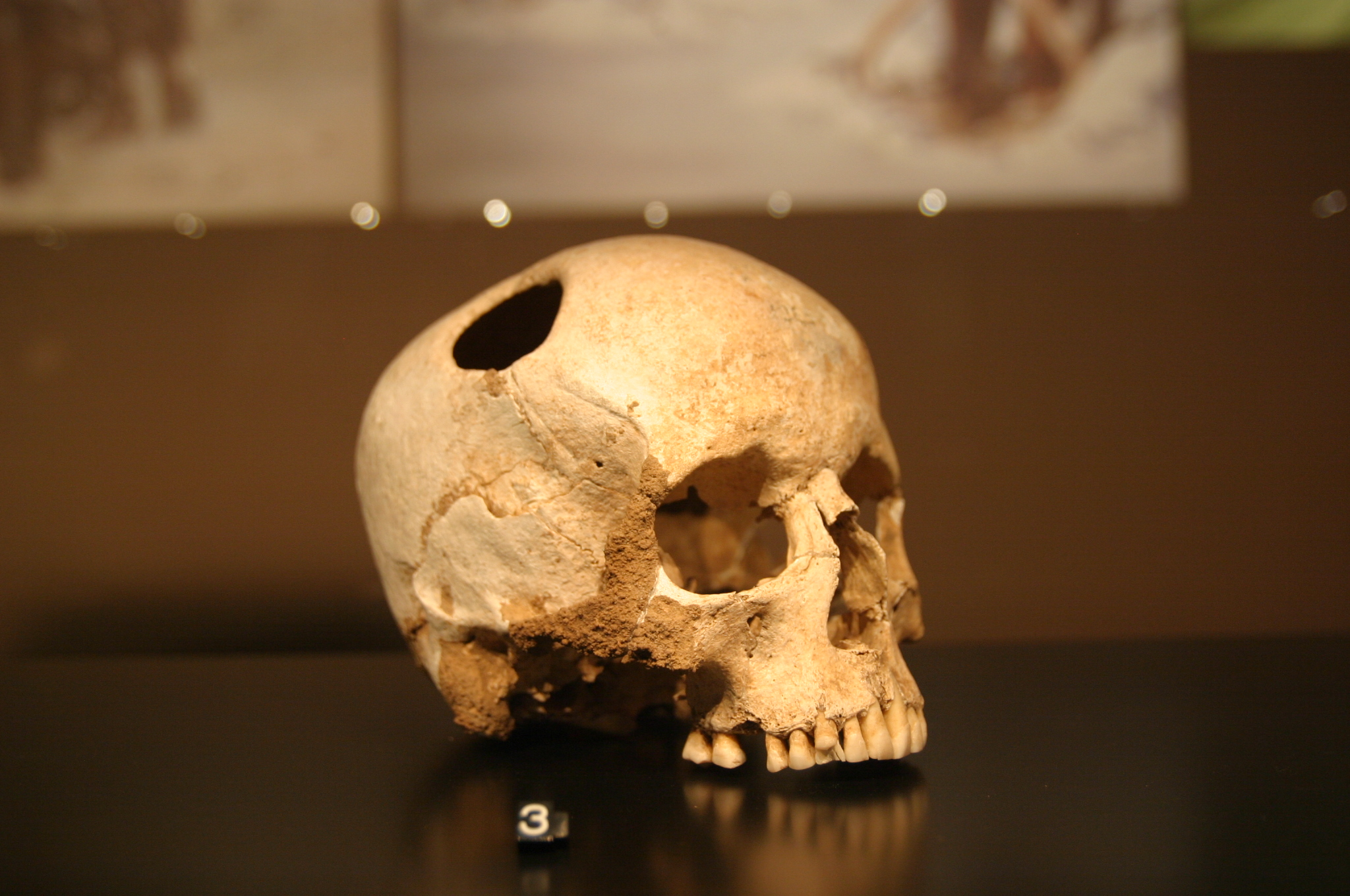
천두의 증거를 보여주는 두개골

선사 의학 (先史醫學)은 글의 발명 이전의 의학의 사용과 문서화 된 의학의 역사이다. 기록 발명의 시기가 문화와 지역마다 다르므로 "선사 의학"이라는 용어는 광범위한 기간과 날짜를 포함한다.
선사시대 의학에 대한 연구는 유물과 인간의 유해, 그리고 인류학에 크게 의존한다. 이전에 접촉하지 않은 사람들과 전통적인 방식으로 생활하는 특정 토착민들은 현대와 고대 관습에 대한 통찰력을 얻기 위해 인류학 연구의 대상이 되어 왔다.

## 질병과 사망률
일부 질병과 질병은 오늘날보다 선사 시대에 더 흔했다. 많은 사람들이 골관절염을 앓았다는 증거가 있는데, 이는 아마도 사회에서 매일 필요했던 무거운 물건을 들어올리는 작업으로 인해 발생했을 것이다. 예를 들어, 라떼 스톤을 운반하는 관행은 신석기 시대부터 시작되었다. 돌을 끌면서 허리를 과도하게 확장하고 토크를 발생시키는 시대는 척추의 미세 골절과 그에 따른 척추분리증의 발생에 기여했을 수 있다. 베인 상처, 타박상, 뼈의 부러짐 등은 소독제나 적절한 시설 없이, 세균에 대한 지식도 없이 감염되면 감염을 치료할 수 있는 방법이 충분하지 않았기 때문에 감염되면 매우 심각해질 것이다. 증거도 있다. 구루병, 뼈 기형 및 뼈 소모(골연화증)는 비타민 D 부족으로 인해 발생한다.
선사 시대의 기대 수명은 25~40세로 낮았으며 남성이 여성보다 오래 살았다. 여성과 아기가 함께 발견된 고고학적 증거는 많은 여성이 출산 중 사망했음을 시사하는데, 이는 아마도 여성의 기대 수명이 남성보다 낮았던 원인일 것이다. 선사 시대 인류의 수명이 짧았던 또 다른 가능한 설명은 영양실조일 수 있다. 또한 사냥꾼인 남성은 때때로 여성보다 더 좋은 음식을 받았을 수도 있으며, 결과적으로 여성은 질병에 대한 저항력이 덜했다.

## 치과
구멍을 뚫고 치아를 채운 최초의 사례는 13,000년 전 이탈리아에서 역청, 머리카락, 식물 섬유를 혼합하여 치아를 채웠던 것으로 거슬러 올라간다. 현재 파키스탄 발루치스탄 지방의 메르가르에 있는 고고학자들은 초기 하라파 시대(기원전 3300년경)의 인더스 계곡 문명 사람들이 의학과 치과학에 대한 지식을 가지고 있었음을 발견했다. 이번 연구를 수행한 신체인류학자인 미주리대학교 안드레아 쿠치나 교수는 한 남자의 치아를 닦다가 이런 사실을 발견했다. 같은 지역의 이후 연구에서는 기원전 7,000년에 치아를 뚫었다는 증거가 발견되었다.

## 같이 보기
- 원시 기술
- 스웨트 로지
- 인밀
- 관목 의학
- 머미아
- 인간 지방
- 빌렌도르프의 비너스
- 인류학
- 구석기 식사